# 7096 Napier
7096 Napier è un asteroide areosecante del diametro medio di circa 5,59 km. Scoperto nel 1992, presenta un'orbita caratterizzata da un semiasse maggiore pari a 2,7733729 UA e da un'eccentricità di 0,5045778, inclinata di 11,23019° rispetto all'eclittica.